# Ділянка лісу-2 (Любешівський район)
Ділянка лісу-2 — ботанічна пам'ятка природи місцевого значення. Об'єкт розташований на території Любешівського району Волинської області, ДП «Любешівське ЛГ», Білоозерське лісництво, кв. 55, вид. 24.
Площа — 1,7 га, статус отриманий у 1972 році.
Статус надано для охорони та збереження в природному стані ділянки високобонітетних насаджень сосни звичайної (Pinus sylvestris) віком близько 180 років.